# Gaylord (Kansas)
Gaylord é uma cidade localizada no estado americano de Kansas, no Condado de Smith.

## Demografia
Segundo o censo americano de 2000, a sua população era de 145 habitantes.
Em 2006, foi estimada uma população de 124, um decréscimo de 21 (-14.5%).

## Geografia
De acordo com o United States Census Bureau tem uma área de
0,7 km², dos quais 0,7 km² cobertos por terra e 0,0 km² cobertos por água. Gaylord localiza-se a aproximadamente 486 m acima do nível do mar.

## Localidades na vizinhança
O diagrama seguinte representa as localidades num raio de 24 km ao redor de Gaylord.